# Apocrifi del Nuovo Testamento
Gli apocrifi del Nuovo Testamento sono testi religiosi apocrifi (cioè esclusi dal canone della Bibbia cristiano) che si riferiscono come contenuto o attribuzione pseudoepigrafia al Nuovo Testamento.
I tre criteri usati dalla Chiesa antica per considerare un testo canonico nell'ambito del Nuovo Testamento sono stati:
- Paternità apostolica: attribuibile all'insegnamento o alla diretta scrittura degli apostoli o dei loro più stretti compagni;
- Uso liturgico: testi letti pubblicamente nei riti liturgici delle prime comunità cristiane;
- Ortodossia: testi che rispettino le verità dogmatiche di fede (Unità di Dio, poi manifestatosi in carne (Gesù Cristo) 1Tim 3,16). Questo criterio ha favorito l'esclusione delle opere eretiche, seppure pseudoepigrafe;

Gli apocrifi del Nuovo Testamento sono solitamente divisi in base a contenuto, genere e ambiente d'origine nelle seguenti categorie.

## Vangeli apocrifi
In base a contenuto, genere e ambiente d'origine i Vangeli apocrifi sono solitamente divisi in:
- Vangeli dell'infanzia
- Vangeli della passione
- Vangeli giudeo-cristiani
- Vangeli gnostici
- Altri vangeli apocrifi
- Frammenti di vangeli apocrifi
- Vangeli apocrifi perduti o omonimi

## Atti apocrifi
Il genere "Atti" si applica ai testi relativi a personaggi del Nuovo Testamento che non siano Gesù (per tali testi si usa la dicitura "Vangeli"). Gli Atti degli Apostoli, testo canonico cioè incluso nella Bibbia cristiana, si riferisce principalmente agli apostoli Pietro e Paolo. Anche la maggior parte degli atti apocrifi si riferisce ad apostoli, con il pio intento di fornire ai credenti resoconti sulla loro predicazione e morte, dati altrimenti ignoti per il silenzio dei testi canonici del Nuovo Testamento.
Dato l'avanzato periodo di composizione e lo stile spesso eccessivamente favolistico i vari atti apocrifi non possono essere considerati fedeli resoconti storici, sebbene non si possa escludere una ripresa di precedenti tradizioni orali.
| Atti apocrifi                                     | Atti apocrifi                                              | Atti apocrifi                                             | Atti apocrifi                                          | Atti apocrifi | Atti apocrifi |
| Titolo                                            | Protagonista                                               | Lingua                                                    | Data                                                   | Contenuto | Note |
| ------------------------------------------------- | ---------------------------------------------------------- | --------------------------------------------------------- | ------------------------------------------------------ | --- | --- |
| Atti di Andrea                                    | Andrea, apostolo                                           | greco                                                     | seconda metà del II secolo / prima metà del III secolo | Predicazione e miracoli in Acaia (Grecia), martirio per crocifissione a Patrasso. | Attribuito a Leucio Carino. Influenze gnostiche. Pervenutoci come riassunto in latino di Gregorio di Tours. Una versione ridotta è contenuta nelle Memorie apostoliche di Abdia.                                                 |
| Atti di Andrea e Mattia                           | Andrea e Mattia, apostoli                                  | greco                                                     | dopo il V secolo                                       | Descrive l'arrivo dell'apostolo Mattia presso una città di cannibali, dai quali viene salvato miracolosamente da Gesù e Andrea. | Tradizionalmente considerato parte degli Atti di Andrea, attualmente considerato testo indipendente. |
| Atti di Andrea, Paolo e Filemone                  | Andrea, Paolo, apostoli; Filemone                          | copto                                                     | VIII-IX secolo                                         | Andrea entra in una città mentre Paolo si immerge in mare per visitare l'Oltretomba, dove incontra Giuda Iscariota che gli narra i suoi tormenti; tornato nel mondo dei vivi, Paolo fa aprire le porte della città (a cui gli Ebrei gli negavano l'accesso) utilizzando un pezzo di legno portato dall'Amenti. Nella terza parte Filemone risuscita un bambino fatto a pezzi dalla madre. | Testo molto frammentario. |
| Capitolo 29 degli Atti degli Apostoli             | Paolo di Tarso                                             | inglese                                                   | 1871                                                   | Descrive l'arrivo dell'apostolo Paolo di Tarso in Britannia, dove predica a una comunità israelita. | Presentato come traduzione di un manoscritto greco ritrovato a Costantinopoli nel XVIII secolo di cui però non si ha traccia. |
| Atti di Barnaba                                   | Barnaba                                                    | greco                                                     | V secolo                                               | Descrive predicazione e martirio in un rogo di Barnaba presso l'isola di Cipro. | - |
| Gesta compiute in India dall'apostolo Bartolomeo  | Bartolomeo, apostolo                                       | latino                                                    | IV-V secolo                                            | Descrive predicazione e martirio per decapitazione di Bartolomeo in India. | Contenuto nelle Memorie apostoliche di Abdia, primo vescovo di Babilonia; sarebbe stato tradotto in latino da Sesto Giulio Africano.                                                                                             |
| Atti armeni di Bartolomeo                         | Bartolomeo, apostolo                                       | latino                                                    | V-VI secolo                                            | Bartolomeo predica nell'Arabia Felix, in Celesiria e nel Regno dei Parti. In Armenia converte una principessa che fa voto di verginità, contrariando il re, che fa uccidere a bastonate l'apostolo e i suoi discepoli. | - |
| Atti di Santippe e Polissena                      | Santippe e Polissena, cristiane iberiche                   | greco                                                     | III-IV secolo                                          | Due sezioni autonome: 1. Santippe diventa cristiana con il marito, nonostante la sua iniziale avversione e con l'aiuto miracoloso di Paolo; 2. Polissena, sorella di Santippe, è rapita e imbarcata verso Babilonia, liberata miracolosamente in Grecia da Filippo (apostolo) e dopo alcune favolose peripezie riesce a tornare in patria. | Esempio di romanzo ellenista. |
| Atti di Filippo                                   | Filippo, apostolo                                          | greco                                                     | IV secolo                                              | Raccolta eterogenea descrivente predicazione di Filippo in Grecia, Frigia, Siria, Partia e martirio per crocifissione a testa in giù a Hierapolis, in Frigia | Influenze encratite e gnostiche. |
| Sulle opere compiute dal beato Filippo apostolo   | Filippo, apostolo                                          | latino                                                    | IV secolo                                              | Predicazione di Filippo, rivolta in particolare contro la setta degli Ebioniti. | Contenuto nelle Memorie apostoliche di Abdia, primo vescovo di Babilonia; sarebbe stato tradotto in latino da Sesto Giulio Africano. Filippo non vi subisce il martirio e muore per cause naturali all'età di 87 anni.           |
| Storia e gesta dell'apostolo Giacomo il Maggiore  | Giacomo il Maggiore, apostolo                              | latino                                                    | IV secolo                                              | Giacomo converte i maghi Fileto ed Ermogene, che prima l'avevano osteggiato. Ha poi una disputa con i sommi sacerdoti ebrei che, vistisi sconfitti sul piano dialettico, si rivolgono a Erode Agrippa I che fa martirizzare l'apostolo | Contenuto nelle Memorie apostoliche di Abdia, primo vescovo di Babilonia; sarebbe stato tradotto in latino da Sesto Giulio Africano.                                                                                             |
| Atti di Giovanni                                  | Giovanni, apostolo                                         | greco                                                     | seconda metà del II secolo                             | Descrive arrivo, predicazione e miracoli di Giovanni a Efeso, dopo avere lasciato la città di Mileto nella quale si era rifugiato per sfuggire alle persecuzioni dei giudei a Gerusalemme. | Attribuito a Leucio Carino. Una versione ridotta è contenuta nelle Memorie apostoliche di Abdia. Influenze docetiste e gnostiche.                                                                                                |
| Atti di Marco                                     | Marco, evangelista                                         | arabo, copto, greco, etiopico su prototesto copto perduto | IV-V secolo                                            | Predicazione e miracoli dell'apostolo in Cirenaica e ad Alessandria d'Egitto e il suo martirio, trascinato da un carro per le strade della città. | - |
| Atti di Matteo                                    | Matteo, apostolo ed evangelista                            | greco                                                     | IV-V secolo                                            | Predicazione e miracoli di Matteo a Myra (Licia). | - |
| Gesta del beato Matteo apostolo ed evangelista    | Matteo, apostolo ed evangelista                            | latino                                                    | IV secolo                                              | Matteo si reca in Etiopia, dove ritrova l'eunuco della regina Candace. Grazie a lui è ben accolto alla corte, che si converte; i maghi Zaroen e Arfaxat ne sono scacciati e la principessa Ifigenia decide di consacrarsi a Dio restando vergine, cosa che suscita le ire del suo promesso sposo Irtaco, che fa uccidere l'apostolo a tradimento. | Contenuto nelle Memorie apostoliche di Abdia, primo vescovo di Babilonia; sarebbe stato tradotto in latino da Sesto Giulio Africano.                                                                                             |
| Atti di Paolo                                     | Paolo                                                      | greco                                                     | fine del II secolo                                     | Quattro sezioni distinte pervenuteci come opere autonome: 1. Atti di Paolo e Tecla; 2. Lettera dei Corinzi a Paolo; 3. Terza lettera ai Corinzi; 4. Martirio di Paolo, decapitato per diretto ordine di Nerone. | Attribuito a Leucio Carino. Diffuso in particolare tra i manichei. Sezioni pervenuteci come opere autonome. |
| Atti di Paolo e Tecla                             | Paolo                                                      | greco                                                     | fine del II secolo                                     | Paolo a Iconio converte la bella Tecla che viene miracolosamente salvata più volte dal martirio | Attribuito a Leucio Carino. Diffuso in particolare tra i manichei. |
| Atti di Pietro                                    | Pietro                                                     | greco                                                     | fine del II secolo                                     | Paolo parte da Roma per la Spagna lasciandovi Pietro, che se la deve vedere con Simone Mago che con i suoi prodigi si guadagna la benevolenza di Nerone. Pietro provoca la morte di Simone facendolo precipitare mentre si libra nell'aria e si attira le ire dell'imperatore, che lo fa martirizzare con Paolo, tonato a Roma. | Attribuito a Leucio Carino. Una versione ridotta è contenuta nelle Memorie apostoliche di Abdia. Si dice che Pietro e Paolo furono martirizzati lo stesso giorno, il 29 giugno.                                                  |
| Atti slavi di Pietro                              | Pietro                                                     | slavo ecclesiastico                                       | X-XII secolo                                           | Pietro si imbarca per Roma dietro esortazione di un fanciullo, nelle cui spoglie si nasconde Gesù. Pietro a Roma compie prodigi; in seguito al suo arresto avvengono fatti straordinari che fanno convertire un gran numero di Romani. Nerone, furibondo, fa uccidere Pietro. | |
| Atto di Pietro                                    | Pietro                                                     | greco                                                     | V secolo                                               | Pietro risana la propria figlia. Il ricco Tolomeo la chiede in sposa, ma l'apostolo rifiuta la sua proposta. | Probabilmente frammento di un testo più lungo. |
| Atti di Pietro e Andrea                           | Andrea e Pietro, apostoli                                  | greco                                                     | V secolo                                               | Andrea, di ritorno dal paese degli antropofagi, viene portato da una nuvola fino al monte dove si trovano Pietro, Mattia e due discepoli. Successivamente Pietro, per convertire il ricco Onesiforo, fa passare un cammello attraverso la cruna di un ago. | - |
| Atti di Pietro e dei dodici                       | Pietro e gli altri apostoli                                | greco                                                     | II-III secolo                                          | Pietro e gli altri apostoli si mettono in viaggio per evangelizzare le genti. Incontrano un mercante di perle che si rivela successivamente come Gesù Cristo e dà loro degli ultimi insegnamenti. | Probabilmente composto in ambiente gnostico, sebbene la trattazione sia sostanzialmente ortodossa. |
| Atti di Pietro e Paolo                            | Pietro e Paolo di Tarso                                    | greco                                                     | IV secolo                                              | Paolo, tornato a Roma dalla Spagna, si trova con Pietro a contrastare Simone Mago che cerca di entrare nelle grazie di Nerone. Gli apostoli provocano la morte di Simone facendolo precipitare mentre si libra nell'aria e si attirano le ire dell'imperatore, che li fa martirizzare. | Attribuito a Marcello, un discepolo di Simon Mago. Si dice che Pietro e Paolo furono martirizzati lo stesso giorno, il 29 giugno.                                                                                                |
| Gesta del beato Paolo apostolo                    | Paolo di Tarso                                             | latino                                                    | IV secolo                                              | Comincia con un riassunto degli atti canonici riguardanti Paolo e prosegue dopo l'arrivo a Roma. Paolo è convocato da Nerone con l'accusa di propagare una dottrina superstiziosa; dopo il discorso dell'apostolo, questi viene fatto decapitare. | Contenuto nelle Memorie apostoliche di Abdia, primo vescovo di Babilonia; sarebbe stato tradotto in latino da Sesto Giulio Africano. Si dice che Paolo sarebbe stato martirizzato il 3 luglio, due anni dopo la morte di Pietro. |
| Storia dei beati fratelli Giacomo, Simone e Giuda | Giacomo minore, Simone il Cananeo e Giuda Taddeo, apostoli | latino                                                    | IV secolo                                              | Giacomo ha un contrasto con i sommi sacerdoti ebrei di Gerusalemme e viene ucciso su loro istigazione. Simone e Giuda, recatisi in Persia, si attirano l'inimicizia dei due maghi Zaroen e Arfaxat, che grazie ai loro incantesimi si fanno adorare come dei dagli abitanti del posto. Per via delle loro manovre nella città di Suanir gli apostoli sono costretti a sacrificare al Sole e alla Luna, ma Simeone e Giuda provocano invece la distruzione dei simulacri e per questo vengono uccisi dalla folla inferocita.                                    | Contenuto nelle Memorie apostoliche di Abdia, primo vescovo di Babilonia; sarebbe stato tradotto in latino da Sesto Giulio Africano.                                                                                             |
| Atti di Taddeo                                    | Giuda Taddeo, apostolo                                     | greco                                                     | III-IV secolo                                          | Taddeo è inviato a Edessa dal re Abgar con un'immagine di Cristo che lo guarisce dalla sua malattia. Rimane in città e vi fonda una chiesa. | È ritenuto la riscrittura della Dottrina di Addai, il cui protagonista sarebbe stato il discepolo Addeo (Addai), poi confuso coll'apostolo Taddeo.                                                                               |
| Atti di Timoteo                                   | Timoteo (discepolo di Paolo)                               | greco                                                     | IV secolo                                              | Consacrazione vescovile di Timoteo da parte di Paolo di Tarso e suo martirio durante una festa pagana ai tempi dell'imperatore Nerva. | - |
| Atti di Tito                                      | Tito (discepolo di Paolo)                                  | greco                                                     | V-VII secolo                                           | Conversione, predicazione e martirio del cretese Tito, discepolo di san Paolo. | - |
| Atti di Tommaso                                   | Tommaso, apostolo                                          | siriaco o greco                                           | primo quarto del III secolo                            | Tommaso si reca in India ed è ingaggiato come costruttore e carpentiere dal re Gudnafar, ma invece di costruire il palazzo che gli è stato commissionato fa opere di carità ai poveri; una grave malattia capitata al fratello del re, che ha la visione del palazzo celeste costruito da Tommaso con le sue opere, convince questi e il re a convertirsi. Successivamente diventa sua discepola Migdonia, moglie del re Mazdai, che da allora rifiuta di avere rapporti sessuali con il marito. Mazdai fa prima imprigionare Tommaso poi lo condanna a morte. | Una versione ridotta è contenuta nelle Memorie apostoliche di Abdia. Diffuso in particolare tra i manichei. L'opera è pervasa da un forte encratismo e da tendenze gnostiche.                                                    |

## Lettere apocrife del Nuovo Testamento
- Lettera agli Alessandrini
- Lettera degli Apostoli
- Lettera di Barnaba
- Lettera dei Corinzi a Paolo
- Lettere di Ignazio
- Lettera ai Laodicesi
- Lettere di Paolo e Seneca
- Terza lettera ai Corinzi
- Lettera di Pietro a Filippo
- Lettera di Pietro a Giacomo il Minore
- Lettera dello Pseudo-Tito
- Lettere di Gesù Cristo e il re Abgar di Edessa
- Lettera di Publio Lentulo

## Apocalissi apocrife del Nuovo Testamento
- Prima apocalisse di Giacomo
- Seconda apocalisse di Giacomo
- Apocalisse della Vergine (etiope)
- Apocalisse della Vergine (greca)
- Apocalisse di Pietro (greca)
- Apocalisse di Pietro (copta)
- Apocalisse di Paolo (greca)
- Apocalisse di Paolo (copta)
- Apocalisse di Stefano
- Apocalisse di Tommaso

## Ciclo di Pilato
- Sentenza di Pilato
- Anafora di Pilato
- Paradosis di Pilato
- Lettere di Pilato e Erode
- Lettere di Pilato e Tiberio
- Vendetta del Salvatore
- Morte di Pilato
- Guarigione di Tiberio

## Altri testi apocrifi del Nuovo Testamento
- Discesa all'inferno (di Gesù)
- Dottrina di Addai
- Preghiera dell'apostolo Paolo
- Due vie o Giudizio di Pietro
- Insegnamento di Paolo
- Insegnamento di Pietro
- Martirio di Andrea apostolo
- Martirio di Matteo
- Risurrezione di Gesù Cristo (di Bartolomeo)
- Testamento di Gesù
- Tradizione di Mattia
- Dormizione della beata Maria vergine o Transito di Maria di Giovanni il teologo
- Transito della beata Maria vergine di Giuseppe di Arimatea

Istruzioni per rituali
- Libri di Jeu
- Diagrammi ofiti

## Letteratura sub-apostolica
Alcuni testi cristiani antichi non furono inclusi nel canone biblico ma vennero di fatto equiparati ai testi canonici fino al IV secolo. Nella tradizione cattolica questi testi non vengono solitamente indicati con la dicitura 'apocrifi', anche quando di fatto lo sono, per non accostarli agli altri testi propriamente apocrifi che non hanno avuto accoglienza o fortuna entro la tradizione cristiana ortodossa. La dicitura usata è "scritti apostolici" o "dei Padri apostolici" o letteratura subapostolica, cioè risalenti all'epoca immediatamente seguente (circa II secolo) a quella apostolica (I secolo).
- Didaché
- Prima lettera di Clemente
- Seconda lettera di Clemente
- Lettera di Ignazio agli Efesini
- Lettera di Ignazio ai Magnesiaci
- Lettera di Ignazio ai Tralliani
- Lettera di Ignazio ai Romani
- Lettera di Ignazio ai Filadelfiesi
- Lettera di Ignazio agli Smirnesi
- Lettera di Ignazio a Policarpo
- Prima lettera di Policarpo ai Filippesi
- Seconda lettera di Policarpo ai Filippesi
- Martirio di Policarpo
- Papia di Ierapoli (frammenti)
- Lettera di Barnaba
- Omelia dello pseudo-Clemente
- Pastore di Erma
- Lettera a Diogneto

## Islam
Anche nel Corano sono presenti testimonianze apocrife su Gesù.